# Naguabo
Naguabo es un municipio ubicado en la llanura costera, frente al mar Caribe, en el Estado Libre Asociado de Puerto Rico. Limita al norte con Río Grande, al noroeste con Ceiba, al sudeste con el mar Caribe, al sur con Humacao y al oeste con Las Piedras. Naguabo se conoce como "El Pueblo de los Enchumbaos", fue fundado el 15 de julio de 1794. La parroquia se fundó en 1823. A través de los años fue presentando varios cambios en su estructura urbana, hasta quedar definitivamente conformada en 1948. El nombre de Naguabo se originó en el del cacique y cacicazgo antes llamado Daguao. Todo este territorio estuvo muy poblado de tainos y cuando tuvo lugar el descubrimiento ya llegaban a esta región los caribes.

## Datos generales
- Superficie: 135 kilómetros cuadrados  (52 millas cuadradas).
- Población: 26.720 habitantes (censo 2010)
- Densidad Poblacional: 167,6 habitantes/kilómetros cuadrados.
- Gentilicio: Naguabeñas/Naguabeños; Enchumbás/Enchumba'os
- Barrios: Está dividido en 10 barrios: Daguao, Duque, Húcares, Maizales, Mariana, Naguabo Pueblo, Peña Pobre, Río, Río Blanco, y Santiago y Lima.[2][3][4]
- Patrono: Nuestra Señora del Rosario.
- Alcalde: Miraidaliz Rosario Pagán

## Historia
Algunos estudiosos sostienen que el nombre de Naguabo proviene del cacicazgo que ocupaba la región oriental, desde Humacao hasta Fajardo, conocido como Daguao y dirigido por el cacique Yukibo. Para mediados  de 1490 los caribes se desplazaban por esta área desde otros puntos del Caribe. Para el 1511, luego de la rebelión taína, el conquistador Juan Ponce de León construyó en la zona del Daguao una casa fuerte que finalmente fue abandonada.
En 1513, el Virrey Diego Colón, ordenó fundar una población, en la desembocadura del Río Daguao, bajo el nombre de Santiago de Daguao. El propósito de dicho poblado era para que sirviera como avanzada frente a los ataques indígenas. Un año más tarde de su fundación, el Rey Fernando El Católico ordenó que la zona fuera abandonada. Luego,    
los colonos volvieron a intentar poblar el territorio de Naguabo, esta vez para la crianza de ganado, pero los caribes atacaron la zona matando al poblador Cristóbal de Guzmán y apresaron su ganado, además de destrozar su hacienda.
Esta región, al estar poco poblada, sirvió para ejercer el contrabando con los holandeses, franceses e ingleses que se habían establecido en otras partes del Caribe. Para impedir que este comercio ilícito continuara, el gobierno español fomentó la fundación de poblaciones en el oriente de la isla. Al mismo tiempo, la sierra de Luquillo fue refugio de los indígenas hasta bien entrado en el siglo XVI y la zona era atacada por los huracanes.
En 1794, Naguabo se fundó como pueblo, en lo que actualmente se conoce como el Pueblo Viejo. Para 1821, el pueblo es fundado    
oficialmente por segunda ocasión. Algunos años más tarde, los vecinos pidieron al gobierno la autorización para trasladar la población a un lugar más llano, lo cual les fue otorgado. De este antiguo establecimiento hoy quedan algunas construcciones de mampostería de la primera mitad del siglo XIX, la ermita del cementerio, algunos panteones y la iglesia, inaugurada en 1856. Un año más tarde de su fundación, Naguabo fue testigo de un intento de revuelta en el Daguao, para establecer la República Boricua. Se dice que esta idea llegó desde el exterior a través de Pedro Bignet y Pedro Dubois. Dubois era emisario de Simón Bolívar y ciudadano francés, que residía en Naguabo. Bignet y Dubois, con el apoyo de otros lograron que los esclavos del área se sublevaran. Este levantamiento fue sofocado por las autoridades españolas. A pesar de todos los contratiempos, en 1828, Naguabo ya contaba con una población de 3.078 habitantes que incluía a unos 378 esclavos. Tomás de Córdova sostiene que para esa época el poblado formaba parte del pueblo de Humacao.
A la altura de 1878, según el cronista Manuel de Ubeda y Delgado, el pueblo de Naguabo estaba constituido por los barrios: Daguao, Duque, Húcares, Maizales, Mariana, Naguabo Pueblo, Peña Pobre, Quebrada Palma, Río, Río Blanco, Santiago y Lima. A fines del siglo XIX, el barrio Quebrada Palma desapareció, y Río Blanco fue dividido en Río Blanco Abajo y Río Blanco Arriba, aunque más adelante se reunificó. Durante el XX ocurrieron otros cambios entre estos la ampliación de la zona urbana con partes de los barrios Maizales, Húcares y Río.
Durante sus primeros años la economía de Naguabo consistió en la explotación minera y el cultivo de la caña de azúcar. El pueblo también dependió de la ganadería y de la producción de frutos menores. Para 1828, la producción agrícola se estimaba en unos 1400 quintales de azúcar (procedentes de 21 trapiches existentes), ron elaborado en cinco alambiques y café listo para exportar. La explotación minera estuvo activa hasta fines del siglo XIX.
En 1885, Naguabo sufrió una terrible epidemia de cólera morbo, para el 1894 comenzó a operar la central azucarera La Sierra seguida de otras en 1901 y 1917. Para el 1910 se inaugura el primer acueducto, en 1914 el servicio eléctrico y en el 1917 la primera escuela y la alcaldía, a pesar de que en 1912 hubo un incendio devastador.

## Topografía
Toda la parte norte del barrio Río Blanco está comprendida dentro de la sierra de Luquillo. Entre los límites de dicho barrio y el Río Abajo de Ceiba se encuentran dos de las mayores cumbres de la sierra de Luquillo, los picos del Este y del Oeste respectivamente de 1051 y 1020 metros (3448 y 3340 pies)  de altitud. También en Río Blanco, pero hacia el oeste, se encuentra el cerro La Mina, que alcanza una altitud de 920 metros (3018 pies). El resto del territorio de este municipio es llano.

## Hidrografía
Está regado por los ríos Daguao, Santiago y Blanco (Naguabo). Este último es el mayor de sus cuerpos de agua nace en el barrio Río Blanco y recorre aproximadamente 17 kilómetros (10.5 millas) hasta desembocar en el Mar Caribe por el pueblo de Naguabo. Sus afluentes son el Río Cubuy, al cual tributan sus aguas el Río Sabana, Icacos y Prieto; y las quebradas Peña Pobre, Senadora, Vaca y Maizales.

## Economía y Recursos Naturales
La economía basada anteriormente en el cultivo de la caña de azúcar, y la ganadería, en la actualidad se ha ampliado a los árboles frutales, fábrica de instrumentos de mensura, plásticos magnéticos, circuitos impresos, luces de emergencia, manufactura de ropas y alimentos.
La ganadería y la pesca también contribuyen a mejorar la calidad de vida. El bosque nacional del Caribe (sierra de Luquillo) ocupa parte del territorio de este municipio.
En la desembocadura del Río Daguao y en la bahía de Algodones hay bosque de mangle que abarca poco menos de 300 hectáreas, en punta Línea también hay un pequeño manglar. La cosecha de frutos menores cubre gran parte de la actividad agrícola. En cuanto a los minerales son pequeñas existencias de cobre, oro (que aparece asociado a otros mimerales), y pequeños cuerpos de hierro.

## Alcaldes y Educación
| Alcalde                      | Año             |
| ---------------------------- | --------------- |
| Valentín González            | (1793-1807)     |
| Santiago Súarez              | (1807)          |
| Valentín González            | (1807-1814)     |
| Norberto Martínez            | (1814-1815)     |
| Manuel Antonio García        | (1815)          |
| Valentín González            | (1815)          |
| Manuel Antonio García        | (1816-1817)     |
| Juan José de Rivera          | (1818-1819)     |
| Norberto Martínez            | (1819-1820)     |
| Roque Ruiz                   | (1820-1821)     |
| Guillermo Cintrón            | (1821-1822)     |
| Pedro Cabrera                | (1822-1823)     |
| Francisco Colón              | (1823-1824)     |
| Juan José de Rivera          | (1824-1825)     |
| José Antonio Castro          | (1825-1904)     |
| Rafael Rocca                 | (1904-1909)     |
| Antonio Ríos                 | (1909-1913)     |
| Francisco Fuentes            | (1913-1915)     |
| Arturo Gallardo Woods        | (1915-1921)     |
| Francisco Cordero            | (1921-1925)     |
| Ramón A. Ríos                | (1925-1929)     |
| Joaquín Correa Suárez        | (1929-1933)     |
| Martín Rivas                 | (1933-1934)     |
| Juan Fuentes Leduc           | (1934-1945)     |
| Antonio Méndez Tirado        | (1945-1947)     |
| Joaquín Cintrón Ramos        | (1947-1950)     |
| Adolfo Hani Carrillo         | (1950-1951)     |
| Juan Fuentes Leduc           | (1951-1953)     |
| Juan Jaime Méndez            | (1953-1961)     |
| Armando González Viera       | (1961-1963)     |
| Ramón Carrero Colón          | (1963-1969)     |
| Serafín Meléndez             | (1969-1973)     |
| Germán Suárez Díaz           | (1973-1989)     |
| José Antonio Meléndez Rivera | (1989-2001)     |
| Robert Báez                  | (2001-2004)     |
| Wilfredo Astacio Santiago    | (2004-2008)     |
| Maritza Meléndez Nazario     | (2008-2012)     |
| Noé Marcano Rivera           | (2012-2020)     |
| Miraidaliz Rosario Pagán     | (2021-presente) |

La educación está dividida por niveles, como el sistema educativo de los Estados Unidos. El nivel Elemental está compuesto por los grados desde parvulario hasta sexto grado. El nivel Segunda Unidad está compuesto por los grados desde kindergarten hasta noveno grado. El nivel Intermedio está compuesto por los grados desde séptimo hasta noveno grado. El nivel Superior está compuesto por los grados desde décimo hasta duodécimo grado. El nivel Todos Los Niveles está compuesto por todos los grados desde kindergarten hasta duodécimo grado. El nivel Universitario que otorga los grados de Grado Asociado, Bachillerato, Maestría y Doctorado. En el nivel Post - Graduado no universitario se encuentran las instituciones creadas con el propósito de ofrecer la educación primaria, secundaria o vocacional a personas que no han podido superarse.
| Escuela                               | Nivel          | Programa Escuela Abierta | Número Telefónico                      |
| ------------------------------------- | -------------- | ------------------------ | -------------------------------------- |
| Antonio Ríos                          | Segunda Unidad | Si                       | 787-874-5611                           |
| Eugenio Brac                          | Elemental      | Si                       | 787-874-0095                           |
| Faustino R. Fuentes                   | Elemental      | No                       |                                        |
| Fermín Delgado Díaz                   | Segunda Unidad | Si                       | 787-874-6445                           |
| Fidelina Meléndez Monsanto            | Intermedio     | Si                       | 787-874-0706                           |
| Francisco Cordero                     | Elemental      | No                       |                                        |
| José Ramón Agosto                     | Elemental      | Si                       | 787-874-0080                           |
| Juan José Maunez Pimentel             | Superior       | Si                       | 787-874-6639 787-874-2155 787-874-0416 |
| Lutgarda Rivera Reyes                 | Elemental      | No                       |                                        |
| Lydia M. López                        | Elemental      | Si                       | 787-874-2908                           |
| Desiderio Méndez Rodríguez (Maizales) | Elemental      | Si                       | 787-874-0205                           |
| Quebrada Grande                       | Elemental      | Si                       | 787-874-0430                           |
| Silverio García                       | Segunda Unidad | Si                       | 787-874-6786                           |

## Lugares De Interés
- Cayo Algodones
- Centro Yudelmi
- Monumento a Ramón Rivero "Diplo"
- Playa de Naguabo
- Playa Punta Lima
- Malecón De Naguabo

## Eventos
- El Maratón Cervecero - enero
- Semana de Pedro Flores - marzo
- Festival del Chapín - febrero
- Festival del Diplo - junio
- Fiestas dedicadas a la Virgen del Carmen - julio
- Fiestas patronales - octubre